# Vražda po česku
Vražda po česku (en txec Assassinat a l'estil txec) o també Vražda po našem, comercialitzada en anglès com Murder Czech Style, és una pel·lícula de comèdia criminal txecoslovaca dirigida per Jiří Weiss basada en una novel·la de Jan Otcenásek.

## Sinopsi
František Pokorny, un empleat gros, ja gran i amb una vida gris, es reuneix en un dia de festa amb Alice, una jove atractiva de Praga, i se n'enamora. Per sorpresa d'ell, ella el correspon, i l'assistent del gerent de l'oficina els engresca perquè es casin. František és feliç tot i que no ha pogut consumar el matrimoni perquè Alice el convenç que encara pateix un trauma infantil. Tampoc li preocupa el fet que només es vegin durant la setmana perquè ella treballa a temps complet a Praga. Però quan demana el seu trasllat a Praga per estar més temps amb ella, un dia la segueix i descobreix que té una aventura amb l'assistent del gerent, que també està casat. Així que planeja matar-la, cosa que li provoca nombroses fantasies esbojarrades.

## Repartiment
- Rudolf Hrusínský... Frantisek Pokorný
- Kveta Fialová... Alice Pokorný
- Václav Voska... 	Ajudant
- Vladimír Mensík... Emil
- Vera Uzelacová... Bindrová
- Libuse Svormová... Jindriská
- Frantisek Slégr... Vrátný
- Jaroslav Solnicka	... predseda ZR
- Jindrich Narenta	... Redítel

## Premis
Fou premiada amb la Conquilla de Plata al Festival Internacional de Cinema de Sant Sebastià 1967.